# Muhammad Abduh
Muhammad Abduh (în arabă محمد عبده; n. 1849, Shubra Khit⁠(d), guvernoratul Beheira, Egipt – d. 11 iulie 1905, Alexandria, Imperiul Otoman a fost un teolog musulman, jurist și reformator liberal, care a condus mișcarea reformatoare din secolul al XIX-lea din Egipt și alte țări musulmane pentru a revitaliza învățăturile și instituțiile islamice și a le adapta lumii moderne. Acesta este considerat a fi una dintre cele mai puternice voci în teologia și filozofia modernismului islamic.

## Primii ani de viață și educația
Muhammad Abduh s-a născut în 1849, în Egiptul de jos (Delta Nilului), într-o familie care făcea parte din elita egipteană (Umad), tatăl său având origini turcești, iar mama sa fiind egipteancă. A urmat cursurile unei școli moschee din Tanta, devenind apoi student al Universității Al-Azhar din Cairo, unul dintre cele mai prestigioase centre de studii din lumea musulmană, unde a dezvoltat o perspectivă conservatoare, obținând în 1877 diploma de ʿālim (învățător). În perioada petrecută la studii în Cairo, Abduh îl întâlnește pe Jamal al-Din al-Afghani, fondatorul mișcării pan-islamice moderne, care a căutat să unească lumea musulmană sub steagul credinței. Când s-au întâlnit în al-Azhar în 1872, "Abduh a fost trezit de la ascetism la activism și a căutat să aducă o renaștere a islamului și o eliberare a musulmanilor de colonialism".
După terminarea studiilor, Abduh a devenit profesor în cadrul Universității al-Azhar, dar în momentul în care al-Afghani a fost exilat din Egipt din cauza viziunii sale anti-britanice în 1879, Abduh și-a pierdut postul de profesor, cel mai probabil din cauza contactelor sale cu al-Afghani. În 1880, însă, a fost numit redactor-șef al Gazetei egiptene oficiale, cel mai vechi ziar arab. El a folosit Gazeta ca o platformă pentru a se exprima împotriva implicării britanice și franceze în politica egipteană.

## Figură cheie a modernismului islamic
Sub influența lui al-Afghani, Abduh a combinat jurnalismul, politica și propria sa fascinație pentru spiritualitatea mistică islamică. Al-Afghani a fost cel care l-a învățat pe Abduh despre problemele Egiptului și ale lumii islamice, precum și despre realizările tehnologice ale Occidentului.
Opoziția lui Abduh față de colonialism și dorința sa de a moderniza societatea islamică au dus la implicarea sa într-o revoltă împotriva guvernatorului sprijinit de Egipt, fapt pentru care a fost exilat în 1882. S-a alăturat lui al-Afghani în Paris pentru a publica un jurnal islamic revoluționar - al-ʿUrwat alwuthqā (Cea mai puternică legătură). După scurte vizite în Anglia și Tunisia, Abduh s-a stabilit timp de trei ani la Beirut, unde a fost profesor în cadrul unui colegiu islamic. 
S-a întors în Egipt în 1888 și a devenit judecător (qāḍī), publicând între timp tratate despre islam, reforma juridică islamică, reconcilierea religiei și a științei, drepturile cetățenilor și alte probleme ce țineau de modernizare. A slujit în consiliul de conducere al Universității Al-Azhar și a fost numit în mod oficial muftiu în Egipt în 1899, un titlu pe care l-a păstrat până la moartea sa în 1905. În acest rol, el a devenit interpret oficial al Egiptului în ceea ce privește legea canonică, autoritatea a căror fatāwā(verdicte juridice) erau definitive. 
Abduh a dat o nuanță reformistă activității sale de muftiu; în timp ce predecesorii săi s-au mulțumit să emită hotărâri numai în privința chestiunilor menționate pentru ei de către departamentele guvernamentale, Abduh a deschis procesul până la public. În consecință, oricine putea prezenta o chestiune pentru examinarea sa. Mai mult decât atât, multe dintre fatāwā pe care el le-a emis au demonstrat sentimente foarte liberale și modernizatoare.
Perspectivele lui Abduh se îndepărtează într-o oarecare măsură de învățăturile lui al-Afghani. El a devenit convins că reforma internă este mult mai urgentă și mai necesară decât lupta anti-colonială. Astfel, el a abandonat lupta politică și a cooperat cu Lordul Cromer, care era adevărata putere în Egipt, în încercarea de a introduce diverse reforme.
În 1898, Abduh a fondat revista politică reformistă musulmană al-Manar (Turnul), care a devenit o platformă atât pentru ideile sale, cât și pentru cele ale discipolului său, Muhammad Rashid Rida.

## Moștenirea intelectuală și ultimii ani de viață
"Am mers în Vest și am întâlnit islamul, dar nu și musulmani. M-am întors în Est și am întâlnit musulmani, dar nu și islam." (Muhammad Abduh)
Abduh a murit în 11 iulie 1905 în Alexandria și a avut parte de o înmormântare cu onoruri de stat. La scurt timp după moartea sa, au fost implementate două dintre cele mai importante proiecte ale sale: Școala pentru judecătorii Shariah Court și Universitatea egipteană, mai târziu cunoscută sub numele de Universitatea Cairo.
Obiectivul lui Abduh a fost să reformeze societățile musulmane retrase  într-o înțelegere conservatoare a religiei. Opiniile acestuia s-au schimbat de-a lungul vieții sale, de la o viziune inițială care se opunea influenței occidentale, înspre o admirație a valorilor occidentale și dorința de a aduce schimbări conforme acestor valori în societățile musulmane. Scopul său a fost să obțină o sinteză a civilizației occidentale și a ideilor fundamentale islamice.
În teologie, Abduh a căutat să stabilească armonia rațiunii și a revelației, libertatea voinței și primatul implicațiilor etice ale credinței religioase asupra ritualului și dogmei. El a deplâns acceptarea oarbă a doctrinelor și obiceiurilor tradiționale și a afirmat că o întoarcere la credința curată a primei perioade a islamului nu numai că ar restabili vitalitatea spirituală a musulmanilor, ci și că ar oferi un context favorabil pentru asimilarea culturii științifice moderne.
Pe lângă numeroase articole, Abduh a publicat două cărți, معاهدة لاهوتية على وحدة الله - "Tratatul teologic despre unitatea lui Dumnezeu" (1897) și "Islamul și creștinismul - despre știință și civilizație" (1902). Din cea de-a treia lucrare a sa, un comentariu despre Coran, au fost publicate doar fragmente în timpul vieții sale, dar a fost terminată în spiritul lui de discipolul și prietenul său, Rashid Rida. 
Ideile lui Abduh au fost primite cu mare entuziasm, dar au întâmpinat și o opoziție tenace. Acestea sunt încă un subiect de discuție astăzi, la aproape 115 de ani de la moartea sa, deoarece problemele modernismului și ale tradiției au reapărut în conflictul din lumea musulmană. Deși nu și-a atins scopurile, Muhammad Abduh rămâne o influență continuă, iar lucrarea sa, Risalat al-Tauhid (Tratatul teologic despre unitatea lui Dumnezeu), este cea mai importantă afirmație a gândirii sale.
Muhammad Abduh a fost o ‘Ulama  (العلماء) excepțională pentru timpul său. Spre deosebire de majoritatea figurilor religioase din timpul său, călătorea des, fiind,  de asemenea, un intelectual cu o cunoaștere profundă a celor mai proeminenți gânditori politici și sociali ai timpului său.

## Opere, lucrări
- (1903), Tafsir Surat al-`Asr, Cairo.
- (1904) Tafsir juz’ `Amma, al-Matb. al-Amiriyya, Cairo.
- (1927) Tafsir Manar, 12 volume.
- (1954-1961), Tafsir al-Qur’an al-Hakim al-Mustahir bi Tafsir al-Manar, 12 volume, Cairo.
- Fatihat al-Kitab, Tafsir al-Ustadh al-Imam…, Kitab al-Tahrir, Cairo.
- Durus min al-Qur’an al-Karim, editor Tahir al-Tanakhi, Dar al-Hilal, Cairo.
- (1966), Teologia Unitatii, traducere de Ishaq Musa'ad and Kenneth Cragg. London.

## Legături externe
- Center for Islam and Science: Muhammad `Abduh Arhivat în 28 iulie 2005, la Wayback Machine.